# Nora Salinas
Alicia Nora Ortíz Salinas (Monterrey, 7 de Junho de 1976) é uma atriz mexicana, mas desde pequena viveu em Reynosa, estado de Tamaulipas, juntamente com sua mãe Nora Salinas Leão e os seus três irmãos, José Luis, Natalia e Karla.

## Biografia
Em 1993 tornou-se Miss Tamaulipas, em seguida, viajou para a Cidade do México e participou no concurso La Chica TV, conquistando o terceiro lugar, mas a melhor coisa que encontrou foi o diretor do Centro de Educação Artistica (CEA - Televisa), Eugenio Cobo, com quem estava falando de seu sonho de ser uma atriz, entreando assim no (CEA).
Em 1995, ela conseguiu a sua primeira oportunidade de estrela na telenovela Agujetas de color de rosa no mesmo ano participou de Confidente de secundaria seguido de Esmeralda em 1997, Rosalinda e DKDA: Sueños de juventud em 1999, Carita de ángel em 2000, e  Maria Belén em 2001, também a série Navidad sin Fin.
Em 2002, confirmou sua participação na telenovela ¡Vivan los niños!, que foi substituída por Andrea Legarreta já que Nora ficou grávida e casou, ela deixou a sua carreira por dois anos para ir viver em Querétaro com seu marido, empresário Miguel Borbolla e seu filho José Miguel. 
Em 2004, regressou em Amy, la niña de la mochila azul, no ano ela deu vida a uma modelo em Sueños y caramelos, e em 2006 deu vida a Carolina Ángeles em La fea más bella. 
Sua estreia no teatro foi em 1997 com o trabalho La Cenicienta, também participou El pecado no Original em 2005 e estreou no cinema com Cicatrizes, peça com a qual ela ganha o prêmio Diosa de Plata como Atriz revelação.
Em 2007 participou da telenovela comemorativa no 50 º aniversário da telenovela Amor sin maquillaje.
Em 2008, deu vida a 'Sarita' no melodrama produzido por Salvador Mejía Alejandre,  a telenovela Fuego en la sangre, atuando com as atrizes Adela Noriega e Elizabeth Álvarez. 
Em maio de 2008 seu ex-marido Miguel Borbolla, o acusou de ter ameaçado de morte, e os seguranças de espancá-lo. 
Em 2009, integrou Atrévete a Soñar com uma participação especial interpretando uma freira chamada "Nora", fanática por hambúrgueres. 
Entre seus hobbies são esportes radicais, que são mais como a prática Ninjitsu, o rapel e combate.
Em 2012 fez uma participação especial em Un Refugio para el amor como Aurora . Em 2013 interpretou Rebeca em La Tempestad . Em 2014 viveu a vilã Juliana Palacios em La Malquerida . 
Em 2015 interpretou a antagonista principal da novela Amores con trampa. 
Em 2017 interpretou uma das irmãs Samperio, na novela El bien amado. 

## Vida Pessoal
Em 13 de abril de 2002 se casou com o empresario mexicano Miguel Borbolla. Na época, ela estava grávida de 4 meses. O primeiro filho do casal nasceu em 1 de setembro do mesmo ano. Em março de 2004, se separou de seu marido. Tentou a reconciliação mas em setembro, assinou o divórcio. 
Em 2008 iniciou uma relação com Mauricio Becker. Em 20 de julho de 2010 deu a luz à Scarlett, fruto dessa relação. Em 2012 ela se separou de Mauricio, alegando violência doméstica.
Houve rumores de que ela estava casada com o ator Agustín Arana, porém isso nunca foi confirmado e negado pelo próprio ator. 
Em julho de 2016 perdeu a custódia do seu filho mais velho.

## Carreira

### Telenovelas
- La mexicana y el güero (2020) - Helena Peñaloza de Heredia (co-protagonista)
- Por amar sin ley 2 (2019) - Raquel Campos (Participação Especial)
- Hijas de la luna  (2018) .... Esmeralda Landeros (Participação Especial)
- El bienamado (2017) .... Dulcina Samperio (co-protagonista)
- Amores con trampa (2015) .... Estefany (Antagonista Principal)
- La malquerida (2014) .... Juliana Palacios (Co-antagonista)
- La Tempestad (2013) .... Rebeca (Coadjuvante)
- Un refugio para el amor (2012) .... Aurora(Participação Especial)
- Atrévete a Soñar (2009) .... Nora Salinas (Participação Especial)
- Fuego en la Sangre (2008) .... Sarita Elizondo (Protagonista Principal)
- Amor sin Maquillaje (2007) .... Adriana(Coadjuvante)
- Destilando Amor (2007)- Karen de Santovenã (Participação Especial -Coadjuvante)
- A Feia Mais Bela (2006) .... Carolina Ángeles (Participação Especial-Coadjuvante)
- Sueños y Caramelos (2005) .... Lupita(Coadjuvante)
- Amy, a Menina da Mochila Azul (2004) .... Emilia Alvarez-Vega(Protagonista Adulta)
- Maria Belém (2001) .... Ana(Protagonista Adulta)
- Navidad sin Fin (2001) .... Alejandra (Protagonista Principal)
- Carinha de Anjo (2000) .... Estefania Larios (Tia Perucas) (Co-protagonista)
- DKDA: Sueños de juventud (1999)  .... Leticia del Rosal(Antagonista Principal)
- Rosalinda (1999) .... Vera Perez Romero(Antagonista Principal)
- Esmeralda (1997) .... Graciela Peñareal Linares (Co-protagonista)
- Confidente de secundaria (1996)  .... Bianca(Antagonista Principal)
- Agujetas de color de rosa (1994)  .... Jessica (Antagonista)

### Cinema
- Cicatrices (2005) .... Clara (Protagonista)

### Premios Tv y Novelas
| Ano  | Categoria                | Telenovela               | Resultado |
| ---- | ------------------------ | ------------------------ | --------- |
| 1997 | Melhor atriz Revelação   | Confidente de secundaria | Indicada  |
| 1998 | Melhor atriz coadjuvante | Esmeralda                | Vencedora |
| 2000 | Melhor atriz coadjuvante | Rosalinda                | Indicada  |
| 2007 | Melhor atriz coadjuvante | A Feia Mais Bela         | Indicada  |